# Округ Мекленбург (Северна Каролина)
Мекленбург (енгл. Mecklenburg County) је округ у америчкој савезној држави Северна Каролина.

## Демографија
По попису из 2010. године број становника је 919.628, што је 224.174 (32,2%) становника више него 2000. године.
| Група             | 2000.           | 2010.           |
| Белци             | 425.144 (61,1%) | 465.372 (50,6%) |
| Афроамериканци    | 193.838 (27,9%) | 282.804 (30,8%) |
| Азијати           | 21.889 (3,1%)   | 42.352 (4,6%)   |
| Хиспаноамериканци | 44.871 (6,5%)   | 111.944 (12,2%) |
| Укупно            | 695.454         | 919.628         |